# Зарипов, Альберт Маратович
Альбе́рт Мара́тович Зари́пов (род. 8 ноября 1968 года; пос. Бустон Бухарской области, УзССР) — офицер спецназа, Герой Российской Федерации. Участник афганской, первой чеченской войны и других вооруженных конфликтов. Писатель, правозащитник.

## Биография
Родился 8 ноября 1968 года в посёлке Бустон Бухарской области Узбекской ССР в семье военнослужащего; татарин.
Окончил среднюю школу с золотой медалью. В 1985—1987 учился в Рязанском радиотехническом институте. В 1987 году был призван в армию.

### Военная служба
Проходил службу в 467-м отдельном учебном полку специального назначения ГРУ (г. Чирчик, Узбекская ССР) — полгода; в 370-м отдельном отряде спецназа 22-й отдельной бригады спецназа ГРУ (в официальных документах именовался 6-м отдельным мотострелковым батальоном) в Афганистане (г. Лашкаргах, провинция Гильменд) на должности старшего разведчика-пулемётчика, затем — заместителя командира группы. После вывода войск из Афганистана служил в 1-м батальоне 22-й отдельной бригады СпН ГРУ под г. Баку заместителем командира разведгруппы.
В 1989 году поступил в Рязанское высшее воздушно-десантное командное училище, на факультет спецназа. В 1993 году окончил училище, направлен в 22-ю отдельную бригаду СпН ГРУ (пос. Ковалёвка Аксайского р-на Ростовской обл.). Принимал участие:
- в защите и охране мирного населения в зоне ЧП республики Северная Осетия, август-октябрь 1993 г.
- в спецоперации по освобождению ростовских школьников, взятых в заложники в декабре 1993 г.
- в наведении конституционного порядка в Чечне с января 1995 г.
- в спецоперации в г. Будённовске в июне 1995 г.
- в спецоперации по уничтожению отряда Салмана Радуева в январе 1996 г.[4][1]

### Бой под Первомайским
9-18 января 1996 чеченские боевики захватили город Кизляр и посёлок Первомайское.
В ночь 17-18 января 1996 года, около 4:00, боевики численностью примерно 350 человек предприняли попытку прорыва на территорию Чеченской республики из дагестанского села Первомайское. Для этого им надо было пройти через кольцо окружения федеральных войск.
По некоторым данным, информация о наименее укреплённом участке окружения была передана боевикам через одного из журналистов, которые в погоне за сенсациями входили в село, «сдавались» боевикам и оттуда освещали ход событий. Накануне прорыва некоторых журналистов отпустили.
Самые большие силы боевиков были направлены на участок, охраняемый группой спецназа во главе с Зариповым, которая несколько дней «в чистом поле» осуществляла охрану большого участка кольца окружения. Командование группировки, проводившее операцию, не позаботилось о своевременном усилении охраны вверенного участка, что и послужило причиной выбора Радуевым именно этого направления для прорыва.
Группа Зарипова огнём отбросила противника. Старший лейтенант лично уничтожил два расчёта крупнокалиберных пулемётов и несколько боевиков.
В ходе второй атаки боевикам удалось близко подойти к позициям группы. В ходе ближнего боя противник использовал осколочные и противотанковые гранаты, вёл массированный огонь из пулемётов и подствольных гранатомётов.
В течение боя старший лейтенант Зарипов эвакуировал четырёх раненых и трёх погибших спецназовцев. Получив приказ покинуть позиции, остался прикрывать отход группы.
В бою А. З. Зарипов получил ранение в голову: потерял правый глаз, левый сильно пострадал. В результате неудачного лечения в госпитале им. Бурденко полностью потерял зрение.
Указом Президента РФ от 15 мая 1996 года за мужество, героизм, проявленные при выполнении воинского долга старшему лейтенанту Зарипову было присвоено звание Героя Российской Федерации с вручением медали «Золотая Звезда».

### Литературная и правозащитная деятельность
Альберт Зарипов автор ряда произведений о чеченской и афганской войнах. Основная работа — книга «Первомайка» (2003), изданная на личные средства автора. Большинство экземпляров книги были розданы военнослужащим и ветеранам.
В настоящее время проживает в Москве. На 2008 год активно помогал и защищал права инвалидов войны, на собственные деньги строил Дом ветеранов им. лейтенанта Александра Винокурова — офицера 22-й бригады спецназа, героически погибшего у села Первомайское.

## Награды
- Медаль «70 лет Вооружённых Сил СССР», 1988 г.
- Медаль «От благодарного афганского народа» (Афганистан), 1988 г.
- Нагрудный знак «Воину-интернационалисту», 1989 г.
- Медаль «Золотая Звезда» (Герой России), 1996 г.[4]

## Произведения
- Зарипов А. М. Первомайка: Повести. — Брянск, — 2002. — 336 с., ил.
- Литературные произведения Зарипова Архивная копия от 25 октября 2010 на Wayback Machine (Дата обращения: 14 ноября 2023)